# 查爾斯頓 (亞利桑那州)
查爾斯頓（英語：Charleston）是位於美國亞利桑那州科奇斯縣的一個鬼鎮。由於此地已於1888年被荒廢，本地已無人居住。

## 地理
查爾斯頓的座標為31°38′09″N 110°10′21″W / 31.63583°N 110.17250°W，而該地的平均海拔高度為1216米（即3989英尺）。